# Андрес Ольвік
Андрес Ольвік (16 квітня 1986) — естонський плавець.
Учасник Олімпійських Ігор 2008 року.